# Alestes bouboni
Alestes bouboni е вид лъчеперка от семейство Alestiidae. Видът е застрашен от изчезване.

## Разпространение
Разпространен е в Нигер.